# Traçat (programari)
En enginyeria del programari, el traçament implica un ús especialitzat del registre per registrar informació sobre l'execució d'un programa. Aquesta informació la fan servir normalment els programadors amb finalitats de depuració i, a més, depenent del tipus i el detall de la informació continguda en un registre de traça, els administradors de sistemes experimentats o el personal de suport tècnic i les eines de control de programari per diagnosticar problemes comuns amb el programari. El rastreig és una preocupació transversal.
No sempre hi ha una distinció clara entre el seguiment i altres formes de registre, excepte que el terme traça gairebé mai s'aplica al registre que és un requisit funcional d'un programa (per tant, exclou el registre de dades d'una font externa, com ara l'adquisició de dades en un experiment de física d'alta energia i registre d'escriptura anticipada). Els registres que registren l'ús del programa (com ara un registre del servidor) o els esdeveniments del sistema operatiu d'interès principal per a un administrador del sistema (vegeu, per exemple, Visor d'esdeveniments ) es troben en una àrea grisa terminològica.
Aquest article s'ocupa principalment del seguiment amb finalitats de depuració o diagnòstic.

## Registre d'esdeveniments versus rastreig
Les dificultats per fer una distinció clara entre el registre d'esdeveniments i el rastreig de programari sorgeixen del fet que algunes de les mateixes tecnologies s'utilitzen per a ambdues i, a més, perquè molts dels criteris que distingeixen entre els dos són continus en lloc de discrets. La taula següent enumera algunes distincions importants, però de cap manera precises o universals, que utilitzen els desenvolupadors per seleccionar tecnologies per a cada propòsit i que guien el desenvolupament separat de noves tecnologies en cada àrea:
| Registre d'esdeveniments | Seguiment de programari                                                   |
| --- | ------------------------------------------------------------------------- |
| Consumit principalment pels administradors del sistema                                                                                      | Consumit principalment pels desenvolupadors                               |
| Registra informació d'"alt nivell" (p. ex. instal·lació fallida d'un programa)                                                              | Registra informació de "nivell baix" (per exemple, una excepció llançada) |
| No ha de ser massa "sorollós" (que contingui molts esdeveniments duplicats o informació que no sigui útil per al públic al qual va dirigir) | Pot ser sorollós                                                          |
| Sovint és desitjable un format de sortida basat en estàndards, de vegades fins i tot requerit                                               | Poques limitacions en el format de sortida                                |
| Els missatges del registre d'esdeveniments solen ser localitzats                                                                            | La localització rarament és una preocupació                               |
| L'addició de nous tipus d'esdeveniments, així com nous missatges d'esdeveniments, no ha de ser àgil                                         | L'addició de nous missatges de traça ha de ser àgil                       |